# SEAT Alhambra
De SEAT Alhambra is een grote MPV van Volkswagen AG die werd verkocht onder de naam SEAT. De Alhambra werd van 1996 tot het voorjaar van 2020 geproduceerd in twee generaties. Beide generaties zijn geproduceerd in AutoEuropa in Palmela. De auto ontleent zijn naam aan het bekende Spaanse fort Alhambra in Granada.
In 2010 kreeg de auto van Euro NCAP vijf sterren.

## Eerste generatie (7M)
In 1995 werd er op de Autosalon van Genève een prototype van de SEAT Alhambra gepresenteerd. Het jaar daarna startte de productie van de Alhambra. De Alhambra had de meeste onderdelen van de Volkswagen Sharan MK1 en de Ford Galaxy Mk1. Hij had vijf of zeven zitplaatsen. Bij de zevenzitter konden de achterste vijf neer konden worden geklapt. Dit zorgde voor een bagageruimte van 2610 liter, en 256 liter met alle stoelen omhoog. De Alhambra werd gemaakt in AutoEuropa, Portugal, dezelfde fabriek als waar de Ford Galaxy en de Volkswagen Sharan werden gemaakt. Omdat alle drie de auto's daar werden gemaakt en ongeveer hetzelfde waren, werden ze de Shalambraxy (SHAran, ALhAMBR, galAXY) genoemd.

### Facelift
De Alhambra kreeg in 2000 een facelift. Bij deze facelift veranderden de opties en motors van de auto. Voor de facelift had de auto zestien versies en na de facelift 74. Met de facelift werden de diesels zuiniger en kwam er een Sport versie met een V6. De facelift werd voor het eerst aan het publiek getoond op de autoshow van Lissabon en Madrid. De Galaxy en de Sharan ondergingen dezelfde facelift.

### 2.8 V6 Sport
In 2000 kwam er de Seat Alhambra 2.8 V6 Sport, dat was een Alhambra met een 2.8 Liter V6 motor. Hij was er in twee versies. De duurste versie kostte 42.200 euro en leverde 204 pk (150 kW) en 265 Nm. De V6 Sport haalde een topsnelheid van 212 km/h. Hij was de snelste en minst zuinige Alhambra van de eerste generatie.

### 2.0 Ecomotive
In 2008 kwam SEAT met de Seat Alhambra 2.0 TDi Ecomotive, dat was een zuinige Alhambra. Hij had een 2.0 dieselmotor met een verbruik van 6,0 l/100 km (1 op 16,7) en een CO2-uitstoot van 159 g/km. Dit was de zuinigste Alhambra van de eerste generatie.

## Motoren

#### Benzine
| Type    | Motor     | Motor     | Motor   | Vermogen | Koppel | Jaartal     |
| Type    | Inhoud    | Cilinders | Kleppen | Vermogen | Koppel | Jaartal     |
| ------- | --------- | --------- | ------- | -------- | ------ | ----------- |
| 2.0     | 1.984 cm³ | 4-in-lijn | 8V      | 116 pk   | 170 Nm | 1996 - 2010 |
| 1.8 T   | 1.781 cm³ | 4-in-lijn | 20V     | 150 pk   | 210 Nm | 1998 - 2010 |
| 2.8 VR6 | 2.792 cm³ | VR6       | 24V     | 204 pk   | 265 Nm | 2000 - 2010 |

#### Diesel
| Type    | Motor     | Motor     | Motor   | Vermogen | Koppel | Jaartal     |
| Type    | Inhoud    | Cilinders | Kleppen | Vermogen | Koppel | Jaartal     |
| ------- | --------- | --------- | ------- | -------- | ------ | ----------- |
| 1.9 TDI | 1.896 cm³ | 4-in-lijn | 8V      | 90 pk    | 210 Nm | 1996 - 2003 |
| 1.9 TDI | 1.896 cm³ | 4-in-lijn | 8V      | 110 pk   | 235 Nm | 1997 - 2000 |
| 1.9 TDI | 1.896 cm³ | 4-in-lijn | 8V      | 115 pk   | 310 Nm | 2000 - 2007 |
| 1.9 TDI | 1.896 cm³ | 4-in-lijn | 8V      | 130 pk   | 310 Nm | 2003 - 2005 |
| 2.0 TDI | 1.968 cm³ | 4-in-lijn | 16V     | 140 pk   | 310Nm  | 2005 - 2010 |

### Galerij

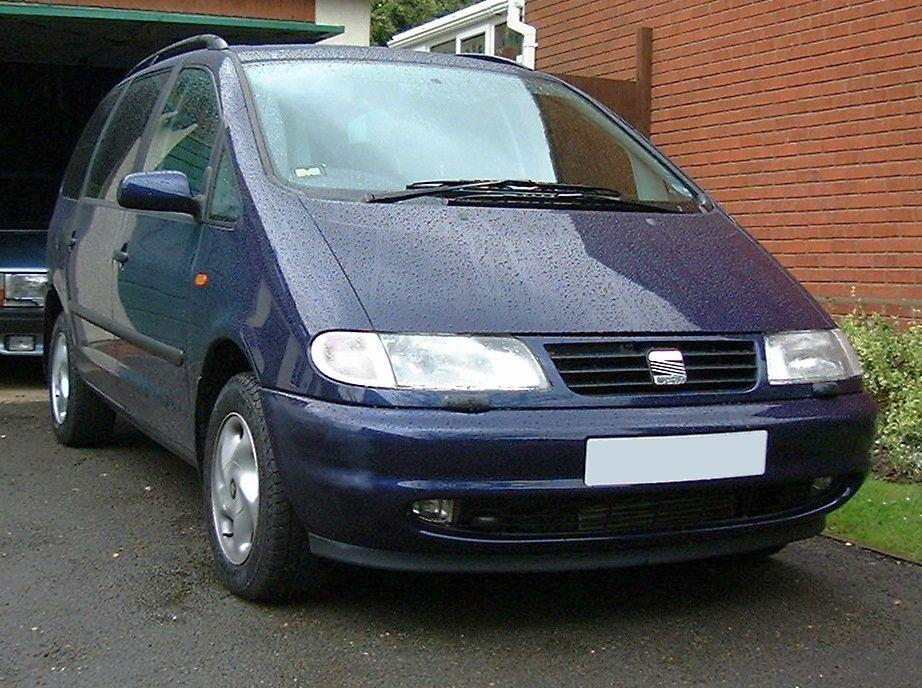
voor facelift
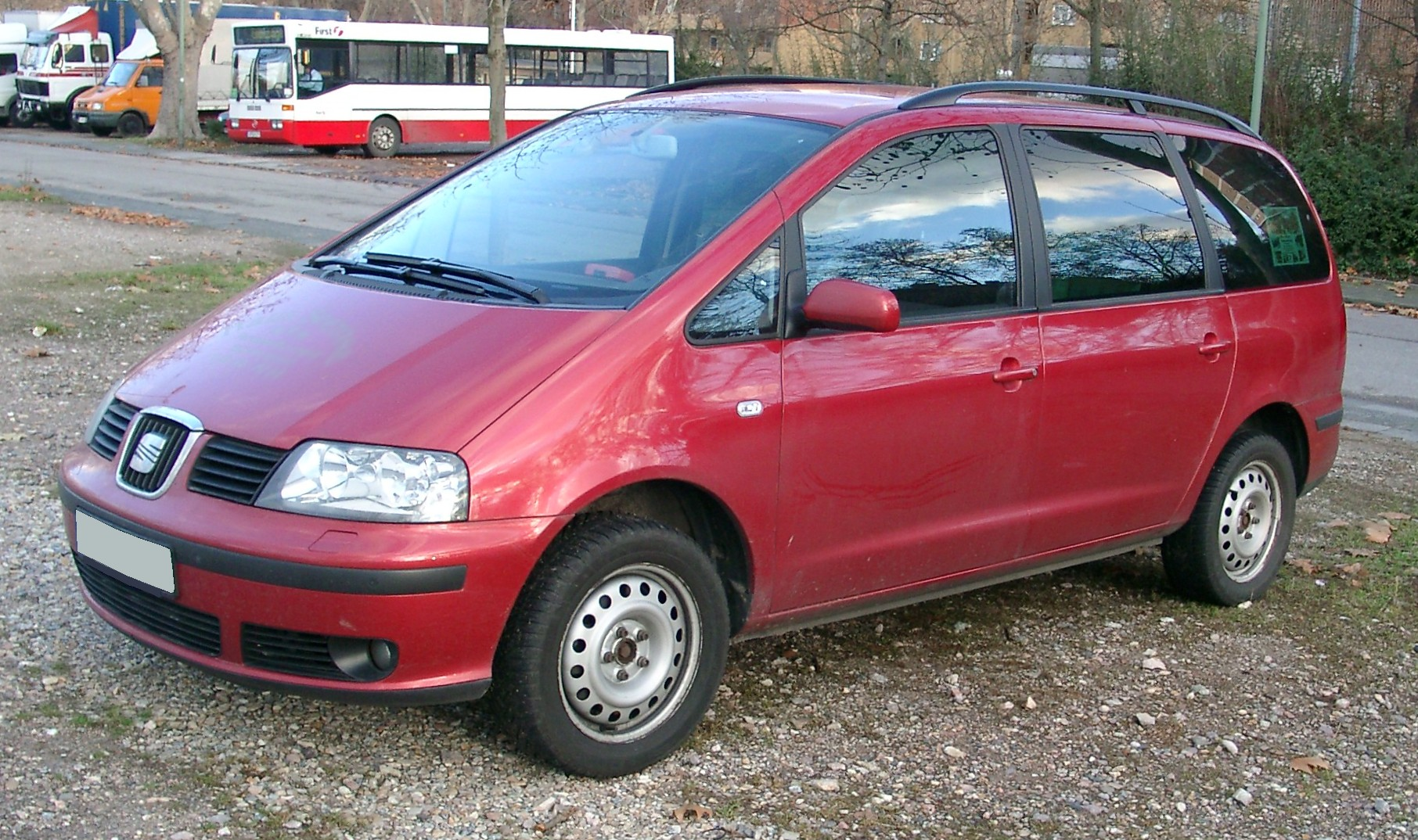
na facelift
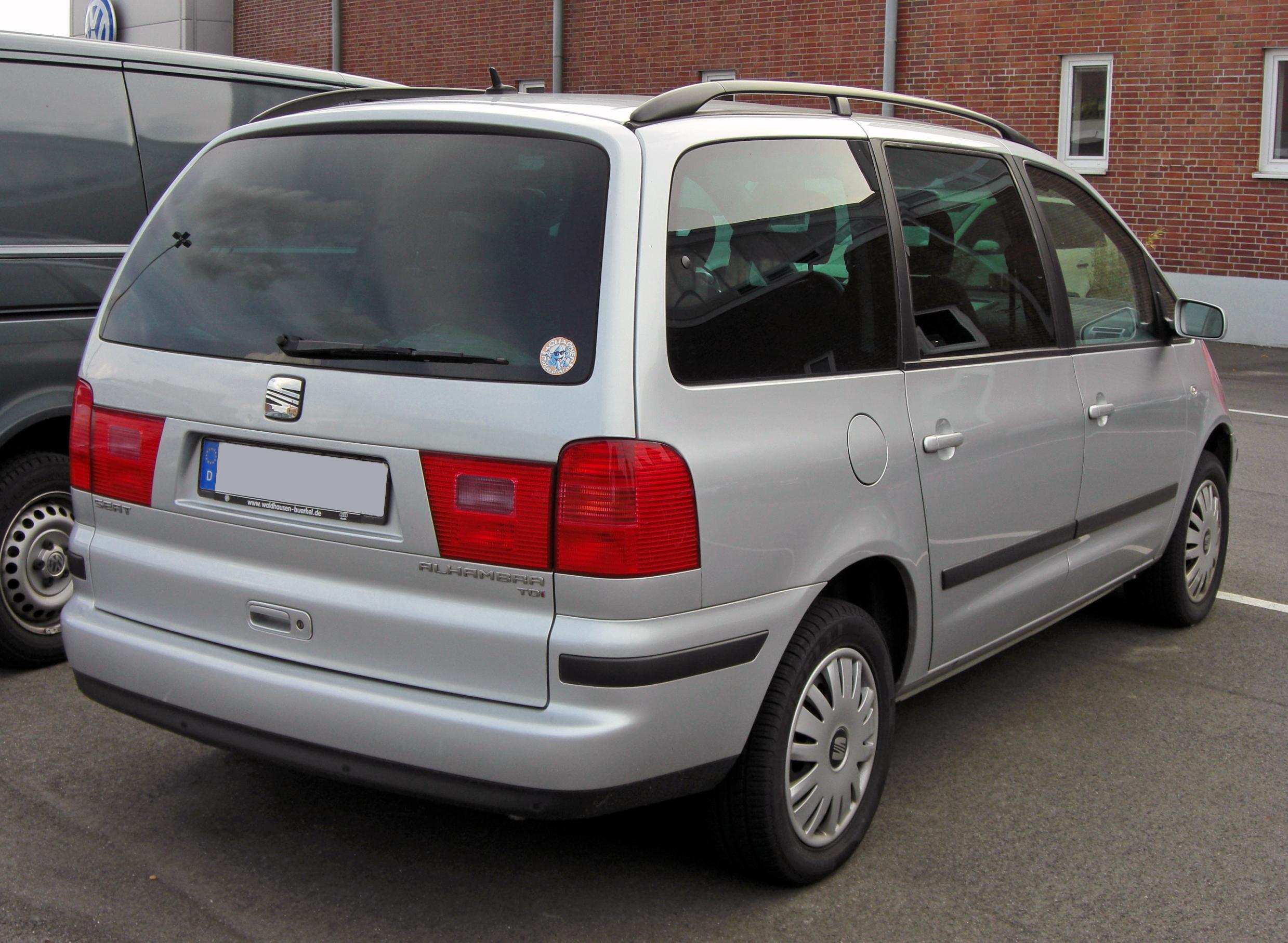
2000 Facelift

## Tweede generatie (7N)
Op 19 april 2010 kondigde SEAT aan dat de Alhambra werd vernieuwd. De vernieuwde Alhambra kwam in oktober 2010 op de markt. Bij deze generatie stopte Ford met het samenwerkingsverband en daardoor werd de Ford Galaxy niet meer in AutoEuropa gemaakt. De tweede generatie Alhambra werd net als de eerste generatie in AutoEuropa gemaakt. Hij werd 22 cm langer dan de eerste generatie. De Alhambra had ook een totaal ander interieur en was in prijs gestegen. Hij had ook nieuwe schuifdeuren. De Alhambra behaalde voor de NCAP-test de maximale vijf sterren.
Ondanks dat SEAT in 2019 liet weten achter de grote ruimtewagen te staan omdat er vooral in Duitsland en Oostenrijk nog voldoende vraag was, werd in het voorjaar van 2020 na 25 jaar en twee generaties de productie van de Alhambra gestaakt wegens een dalende vraag. Er kwam geen directe opvolger, het alternatief werd de zevenpersoons SEAT Tarraco.

## Motoren

#### Benzine
| Type    | Motor     | Motor     | Motor   | Vermogen | Koppel | Jaartal      |
| Type    | Inhoud    | Cilinders | Kleppen | Vermogen | Koppel | Jaartal      |
| ------- | --------- | --------- | ------- | -------- | ------ | ------------ |
| 1.4 TSI | 1.390 cm³ | 4-in-lijn | 16V     | 150 pk   | 240 Nm | 2010 - 2015  |
| 1.4 TSI | 1.390 cm³ | 4-in-lijn | 16V     | 150 pk   | 250 Nm | 2015 - heden |
| 2.0 TSI | 1.984 cm³ | 4-in-lijn | 16V     | 200 pk   | 280 Nm | 2011 - 2015  |
| 2.0 TSI | 1.984 cm³ | 4-in-lijn | 16V     | 220 pk   | 350 Nm | 2015 - heden |

#### Diesel
| Type    | Motor     | Motor     | Motor   | Vermogen | Koppel | Jaartal      |
| Type    | Inhoud    | Cilinders | Kleppen | Vermogen | Koppel | Jaartal      |
| ------- | --------- | --------- | ------- | -------- | ------ | ------------ |
| 2.0 TDI | 1.968 cm³ | 4-in-lijn | 16V     | 140 pk   | 320Nm  | 2010 - 2015  |
| 2.0 TDI | 1.968 cm³ | 4-in-lijn | 16V     | 150 pk   | 340Nm  | 2015 - heden |
| 2.0 TDI | 1.968 cm³ | 4-in-lijn | 16V     | 170 pk   | 350Nm  | 2010 - 2013  |
| 2.0 TDI | 1.968 cm³ | 4-in-lijn | 16V     | 177 pk   | 380Nm  | 2013 - 2015  |
| 2.0 TDI | 1.968 cm³ | 4-in-lijn | 16V     | 184 pk   | 380Nm  | 2015 - heden |

Huidige modellen:
Ibiza · 
Arona ·
Leon ·  
Ateca ·
Tarraco
Oudere modellen:
600 · 
850 · 
1200 · 
1400 · 
1430 · 
1500 · 
124 · 
127 · 
128 · 
131 · 
132 · 
133 · 
Ritmo · 
Ronda · 
Fura · 
Málaga · 
Panda · 
Marbella · 
Terra · 
Inca · 
Arosa · 
Córdoba · 
Toledo · 
Altea (XL) · 
Exeo · 
Alhambra ·
Mii